# Preganziol
Preganziol ist eine norditalienische Gemeinde (comune) mit 16.773 Einwohnern (Stand 31. Dezember 2023) in der Provinz Treviso in Venetien. Der Ort liegt etwa 7 Kilometer südlich von Treviso.

## Geschichte
Vermutlich schon frühzeitig existierte die Siedlung auf dem Weg nach Altinum bzw. zum Sile. Erstmals urkundlich erwähnt wird eine Siedlung hier 1170 in einem Dokument des Papstes Alexander III. als prati Golzoli.

## Verkehr
Preganziol liegt an der Strada Statale 13 von Treviso nach Mestre. Ein Bahnhof liegt an der Eisenbahnstrecke von Venedig nach Udine.

## Söhne und Töchter der Gemeinde
- Giampaolo Tronchin (1940–2021), Ruderer, Kanute und Kanutrainer
- Magalì Vettorazzo (1942–2018), Leichtathletin